# 华墅乡
华墅乡，是中国浙江省衢州市柯城区所辖的一个乡。

## 下辖行政区
下辖：
华墅村、方家村、务龙底村、三官岭村、桔岗村、后王坂村、上墅村、塘北村、龙泉头村、园林村、水阁村、徐家村、棠村航头村、柴家村、刘坂村、金坂村、连塘村和枫树岭村。